# Anna Frebel
Anna Frebel (Berlín, 1980) és una astrònoma alemanya, reconeguda per la seva recerca en les estrelles més antigues de l'univers.

## Biografia
Va créixer a Göttingen, Alemanya. Després d'acabar els estudis secundaris, va estudiar física a Freiburg im Breisgau. Va continuar els seus estudis a Austràlia, i va obtenir el seu doctorat treballant a l'observatori Mount Stromlo Observatory de la Australian National University a Canberra. Al 2006 va obtenir una beca post-doctoral W. J. McDonald, que la va portar a la Universitat de Texas a Austin.
Del 2009 fins al 2011 va tenir una beca post-doctoral Clay per incorporar-se al centre Harvard-Smithsonian Center for Astrophysics a Cambridge (Massachusetts). Des del 2012 és professora de Física al Massachusetts Institute of Technology.
El 2005, Frebel va descobrir que l'estrella HE 1327-2326, que és l'estrella amb més deficiència en ferro, es va crear molt poc després del big-bang. El 2007, va descobrir que l'estrella gegant vermella HE 1523-0901 té 13.2 mil milions d'anys d'antiguitat.

## Premis
- 2007: Charlene-Heisler-Prize per la millor tesi doctoral en astronomia a Austràlia el 2006[4]
- 2009: Opening presentation XLAB Science Festival, Göttingen
- 2009: Ludwig Biermann Award (Young Astronomer Award) of the German Astronomical Society
- 2010: Annie J. Cannon Award of the American Astronomical Society
- 2010: Lise Meitner Lecturer, Göttingen and Innsbruck
- 2011: Kavli Frontiers of Science Fellow, National Academy of Sciences

## Publicacions
- (en alemany) Auf der Suche nach den ältesten Sternen, Frankfurt am Main: Fischer, 2012, ISBN 978-3-10-021512-3
- Astronomical Society of the Pacific, ed. (2008) (en alemany), New horizons in astronomy: Frank N. Bash Symposium 2007 : proceedings of a workshop held at the University of Texas, Austin, Texas, USA, 14–16 October 2007, San Francisco